# تحليل استعمارية أوروبا الغربية واستعمارها
كانت الاستعماريّة والاستعمار الأوروبيان سياسةُ أو ممارسةُ تحقيق سيطرة كاملة أو جزئية على مجتمعات أو مناطق أخرى وإنشاء مستعمرة وشغلها بالمستوطنين واستغلالها اقتصاديًا. فعلى سبيل المثال، يُشار إلى السياسات الاستعمارية، كنمط الحُكم المُطبّق، وطبيعة الاستثمارات، وهوية المستعمرين، على أنها تؤثر في دول ما بعد الاستعمار. يُظهر استقراء عملية بناء الدولة، والتنمية الاقتصادية، والمعايير الثقافية، والأعراف، النتائج المباشرة وغير المباشرة للاستعمارية على دول ما بعد الاستعمار.

## تاريخ الاستعمار وإنهاء الاستعمار
استمر عصر الاستعمارية الأوروبية من القرن الخامس عشر وحتى القرن العشرين وانطوَى على توسيع القوى أوروبية امتدادها على نحو شاسع حول العالم عبر تأسيس المستعمرات في الأمريكيتين وإفريقيا وآسيا. شهدت الإمبراطوريات الأوروبية المتفككة بعد الحرب العالمية الثانية عملية إنهاء الاستعمار تبدأ بجدية. في عام 1941، أصدر الرئيس فرانكلين دي. روزفلت ورئيس وزراء المملكة المتحدة ونستون تشرشل معًا ميثاق الأطلسي، الذي حدد أهداف الحكومتين الأمريكية والبريطانية بوجه عام. أقرّت واحدة من مواد الميثاق الرئيسة بحق كل الشعوب باختيار حكومتها. صارت الوثيقة أساس الأمم المتحدة وضُمت كل موادها إلى ميثاق الأمم المتحدة، معطيةً المنظمة تكليفًا بالسعي إلى إنهاء استعمار عالمي.

## أصناف الاستعماريّة
يُميز المأرخون عمومًا بين صنفين رئيسين أنشأهما المستعمرون الأوروبيون: الأول هو الاستعمارية الاستيطانية، حيث أُنشئت المزارع والبلدات على أيدي الوافدين من أوروبا. الثاني هو الاستعمارية الاستغلالية، وهي مستعمرات استخلاصية استغلالية بحتة كانت وظيفتها الأساسية تنمية الصادرات الاقتصادية. كان هذان الصنفان يتداخلان في أغلب الأوقات أو يوجدان في سلسلة.

### الاستعمارية الاستيطانية
الاستعمارية الاستيطانية شكل من أشكال الاستعمار حيث ينتقل مواطنون أجانب إلى منطقة ما وينشئون مستوطنات دائمة أو مؤقتة تُسمى مستعمرات. غالبًا ما أسفر إنشاء المستعمرات الاستيطانية عن التهجير القسري للسكان الأصليين إلى أراضٍ غير مرغوبة. تتمثل الممارسة في المستعمرات المنشأة في ما صار الولايات المتحدة ونيوزيلندا وناميبيا وجنوب إفريقيا وكندا والبرازيل والأوروغواي وتشيلي والأرجنتين وأستراليا. عانى السكان الأصليون في كثير من الأوقات من الافتقار السكاني نتيجة التعرض لأمراض جديدة.
كثيرًا ما تحدث إعادة التوطين للسكان الأصليين على أسس ديمغرافية، لكن الباعث المحوري لإعادة التوطين هو الوصول إلى الأراضي المرغوبة. كانت المناطق الخالية من الأمراض الاستوائية والمتمتعة بسهولة الوصول إلى طرق التجارة مفضلةً. وقتما استقر الأوروبيون في هذه الأراضي المرغوبة، أُجبر السكان الأصليون على الخروج وقبض المستعمرون على زمام السلطة المحلية. أدى هذا النوع من السلوك الاستعماري إلى الإخلال بالممارسات التقليدية المحلية وتحول أنظمة الاقتصاد الاجتماعي. يذكر الأكاديمي الأوغندي محمود ممداني «تدمير الاستقلال الذاتي الجماهيري، وهزيمة السكان القبليين وإجلاءهم» باعتباره عاملًا أساسيًا في الاضطهاد الاستعماري. مع استمرار التوسع الزراعي عبر الأراضي، أُمعن في تهجير السكان الأصليين لإخلاء الأراضي الزراعية الخصبة.
ينظّر دارون عجم أوغلو وجيمس روبنسون وسيمون جونسون أن الأوروبيون كانوا يميلون إلى تشكيل مستعمرات استيطانية في المناطق التي لن يواجهوا فيها معدلات وفيات عالية بسبب المرض أو غيره من العوامل خارجية النشأة. سعى العديد من المستعمرات الاستيطانية إلى إنشاء مؤسسات وممارسات على الطراز الأوروبي تمنح حريات شخصية معينة وتمكن المستوطنين من بلوغ الثراء عبر الاشتغال بالتجارة. وبالتالي، طُبقت محاكمات المحلفين، والحرية من الاعتقال التعسفي، والتمثيل الانتخابي لمنح المستوطنين حقوقًا مماثلة لتلك التي تمتعوا بها في أوروبا، وإن لم تنطبق هذه الحقوق عمومًا على السكان الأصليين.

### الاستعمارية الاستغلالية
الاستعمارية الاستغلالية شكل من أشكال الاستعمار حيث تحتل جيوش أجنبية بلادًا ما بغية السيطرة على مواردها الطبيعية وسكانها الأصليين واستغلالهم. يجادل عجم أوغلو وجونسون وروبنسون في أن «المؤسسات [التي أسسها الاستعماريون] لم تقدم الكثير من الحماية للملكية الخاصة، ولم تقدم رقابة وتوازن ضد الاستيلاء الحكومي. في الحقيقة، كان الغرض الرئيس للدولة الاستخراجية نقل أكبر قدر ممكن من موارد المستعمرة إلى المستعمِر، بأقل قدر ممكن من الاستثمار». نظرًا لأن المستعمرات قد أُنشئت بنية استخراج الموارد، لم يكن لدى القوى الاستعمارية أي دوافع للاستثمار في المؤسسات أو البنى التحتية التي لا تدعم أهدافها المباشرة. وعليه، رسخ الأوروبيون أنظمة استبدادية في هذه المستعمرات، والتي لم يكن لديها قيود على سلطة الدولة.
السياسات والممارسات التي طبقها ليوبولد الثاني ملك بلجيكا في حوض الكونغو مثال بليغ على الاستعمارية الاستغلالية. شرح إدموند دين موريل الفظائع في العديد من المقالات والكتب. اعتقد موريل أن النظام البلجيكي الذي قضى على الأسواق التقليدية التجارية لصالح الاستغلال المحض كان السبب الجوهري للظلم في الكونغو. تحت «لثام الدافع الإنساني»، حصل الملك ليوبولد على موافقة عدة حكومات دولية (بما فيها الولايات المتحدة وبريطانيا العظمى وفرنسا) لتولي الوصاية على المنطقة الشاسعة بغية دعم القضاء على تجارة الرقيق. نصب ليوبولد نفسه مليكًا على منطقة تبلغ قرابة المليون ميل مربع، والتي كانت موطنًا لنحو 20 مليون إفريقي.
بعد ترسيخه الهيمنة في حوض الكونغو، استخرج ليوبولد كميات ضخمة من العاج والمطاط وغيرها من الموارد الطبيعية. قُدر أن ليوبولد حقق ما يعادل اليوم 1.1 مليار دولار من خلال توظيف مجموعة متنوعة من التكتيكات الاستغلالية. طالب الجنود الفلاحين الأفارقة بجمع كميات غير معقولة من المطاط، ووقتما لم تُستوفى هذه الكميات، كان الجنود يحتجزون النساء رهينات ويضربون الرجال أو يقتلونهم ويحرقون المحاصيل. أدت هذه وغيرها من ممارسات العمل القسري إلى انخفاض معدل الولادات مع انتشار المجاعة والأمراض. أُنجز كل هذا بتكلفة مادية قليلة جدًا بالنسبة لبلجيكا. لاحظ ميروين كروفورد يونغ قائلًا: « جلبت [الشركات البلجيكية] رأس مال صغير – 8000 جنيه فقط... [إلى حوض الكونغو] – وأقامت عهدًا من الرعب كان كافيًا لإثارة حملة احتجاج شعبي محرجة في بريطانيا والولايات المتحدة في وقت كانت عتبة احتمال الوحشية الاستعمارية فيه عالية».
كان نظام الحكومة الذي طبقته بلجيكا في الكونغو استبداديًا وجائرًا. يرى العديد من الباحثين جذور الاستبدادية في ظل موبوتو نتيجةً للمارسات الاستعمارية.

## الحكم المباشر وغير المباشر للنظام السياسي الاستعماري
يمكن تقسيم أنظمة الحكم الاستعماري إلى التصنيفات الثنائية للحكم المباشر وغير المباشر. في أثناء عصر الاستعمار، واجه الأوروبيون مهمة ضخمة هي إدارة الأراضي الاستعمارية الشاسعة حول العالم. كان الحل الأوليّ لهذه المشكلة هو الحكم المباشر، والذي ينطوي على تأسيس سلطة أوروبية مركزية ضمن أرض يديرها مسؤولون استعماريون. في نظام حكمٍ مباشر، يُستبعد السكان الأصليون من كل مستويات الحكومة الاستعمارية إلا أدناها. يُعرّف ممداني الحكم المباشر على أنه دكتاتورية مركزية: نظام لا يُعتبر السكان الأصليون فيه مواطنين. وعلى العكس، يدمج الحكم غير المباشر النخب المنشأة مسبقًا والمؤسسات المحلية في إدارة الحكومة الاستعمارية. يحافظ الحكم غير المباشر على مؤسسات ما قبل الاستعمار الجيدة ويرعى التطوير ضمن الثقافة المحلية. يصنف ممداني الحكم غير المباشر على أنه «دكتاتورية لامركزية»، حيث يتولى الزعماء المحليون العمليات اليومية، لكن تبقى السلطة الحقيقية في أيدي القوى الاستعمارية.